# Dendronema stylodendron
Dendronema stylodendron är en nässeldjursart som beskrevs av Ernst Haeckel 1879. Dendronema stylodendron ingår i släktet Dendronema och familjen Cladonematidae. Inga underarter finns listade i Catalogue of Life.